# George Sluizer
George Sluizer (Parijs, 25 juni 1932 – Amsterdam, 20 september 2014) was een Nederlands filmregisseur, producent en schrijver.

## Biografie
Sluizer was een zoon van Noorse en Nederlandse ouders. Zijn vader, eveneens George Sluizer geheten, was een bekend Radio Vrij Nederland-presentator. Sluizer's moeder was de Noorse Else Olea Backe (Christiania, 1904- Laren, 1985). Sluizer studeerde aan de filmschool van Parijs tussen 1954 en 1956 en deed daarna ervaring op als regieassistent bij Michael Anderson en Bert Haanstra. Hij droeg ook bij aan het scenario van de film Kleren maken de man (1957). Sluizer maakte in 1961 een korte film van 29 minuten getiteld De lage landen, ook wel Land uit mensenhanden (met steun van Haanstra), waarvoor hij een Zilveren Beer won op de Berlinale van 1961.
Sluizer maakte in de jaren erna diverse documentaire films en opdrachtfilms. In 1972 volgde zijn speelfilmdebuut João en het mes. In 1988 maakte hij de Europese klassieker Spoorloos naar de roman Het gouden ei (1984)  van Tim Krabbé met in de hoofdrol Johanna ter Steege. Het succes bracht hem naar de Verenigde Staten, waar hij een Engelstalige versie van de film mocht maken, getiteld The Vanishing die in 1993 uitkwam. In datzelfde jaar begon hij aan de Amerikaanse film Dark Blood. De film had direct al budgetproblemen, en bovendien kwam Sluizer diverse malen in conflict met actrice Judy Davis. Vervolgens overleed hoofdrolspeler River Phoenix plotseling aan een overdosis drugs. Wat Sluizers doorbraak had moeten worden, werd niet afgemaakt.
Sluizer vervolgde zijn koers met Crimetime (1996) en een aantal Spaanstalige films. In 2006 maakte Hans Heijnen de documentaire George Sluizer – Filmen over grenzen, waarin wordt teruggeblikt op de carrière van Sluizer als filmmaker, zijn intensieve en perfectionistische stijl, en de lange en zware dagen die hij zijn filmploeg liet maken.
In 2010 gingen Sluizers films Homeland en The Chosen One in roulatie, waarvan hij de laatste door gezondheidsproblemen niet heeft kunnen afmaken en waarvoor hij de regie-credit deelde met Rob Schneider. In 2012 maakte hij alsnog Dark Blood af door de ontbrekende scènes te vervangen door een commentaarstem. In datzelfde jaar verscheen een boek over zijn leven, getiteld Wie zijn ogen niet gebruikt is een verloren mens, geschreven door Hans Heesen, en in 2014 ging de documentaire Sluizer Speaks geregisseerd door Dennis Alink op het IDFA in première, waarin zijn roerige leven in de filmindustrie behandeld wordt.
Sluizer beweerde in 1982 getuige geweest te zijn van een moord die Ariel Sharon op twee Palestijnse kinderen gepleegd zou hebben. Tijdens de beruchte slachting in de vluchtelingenkampen te Sabra en Shatila (gedurende de Israëlische aanval op Libanon) zou Sharon de kleuters van op korte afstand doodgeschoten hebben met zijn eigen vuurwapen. Ook Sluizers cameraman zou hiervan getuige geweest zijn. Nadien heeft George Sluizer herhaaldelijk gepoogd om juridische stappen te ondernemen tegen Sharon en Israël.

Hij was ook een sympathisant van Een Ander Joods Geluid.
In het seizoen 1974/75 was hij kortstondig docent regie op de Filmacademie in Amsterdam. 
Sluizer overleed op 82-jarige leeftijd als gevolg van de ernstige vaatproblemen waarmee hij al enkele jaren kampte.

## Filmografie
- 1961: De lage landen
- 1963: Clair-obscur
- 1966: Ireland
- 1967: Yankee Sails Across Europe
- 1968: The Lonely Dorymen, Portugal's Men of the Sea
- 1969: Siberia: The Lost Horizon
- 1969: Fantasio 69-70
- 1971: Stamping Ground
- 1972: João en het mes
- 1979: Twee vrouwen
- 1982: Tepito Si
- 1983: Adios Beirut
- 1985: Red Desert Penitentiary
- 1988: Spoorloos
- 1992: Utz
- 1993: The Vanishing
- 1996: Crimetime
- 1996: Mortinho por Chegar a Casa
- 1998: The Commissioner
- 2002: La balsa de piedra
- 2010: The Chosen One
- 2010: Homeland
- 2012: Dark Blood (grotendeels gefilmd in 1993)

## Nominaties en prijzen
- 1988 - Gouden Kalf Beste Film, Nederlands Film Festival, voor Spoorloos
- 1997 - Nominatie Crystal Star, Brussels International Film Festival, voor Mortinho por Chegar a Casa
- 1998 - Nominatie Gouden Beer, Berlinale, voor The Commissioner
- 2002 - Nominatie Gouden Kalf Beste Film & Beste Regie, Nederlands Film Festival, voor La balsa de piedra
- 2002 - Juryprijs, Nederlands Film Festival, voor La balsa de piedra
- 2014 - Shortcutz Amsterdam Career Award